# Pános Panagiotópoulos
Pános Panagiotópoulos (en grec moderne : Πάνος Παναγιωτόπουλος) est un homme politique grec membre de la Nouvelle Démocratie (ND) .

## Biographie

### Formation
Il est né à Athènes en 1957. Il a suivi son service militaire dans l'Armée de l'Air hellénique de 1978 à 1980. Il a étudié le génie civil à l'Université polytechnique nationale d'Athènes et le droit à l'Université nationale et capodistrienne d'Athènes ainsi que dans l'Université Paris-VIII. Il est également diplômé de l'Institut Français d'Athènes.

### Vie politique
Ministre de l'Emploi et de la Protection sociale en 2004, il devient porte-parole du gouvernement entre 2007 et 2009. Avec le retour de la ND au pouvoir en juin 2012, il est nommé ministre de la Défense nationale. Lors du remaniement de juin 2013, il passe au ministère de la Culture et des Sports.

### Vie privée
Il réside actuellement à Athènes. Il parle couramment l'anglais et le français.